# Katarzyna Chŏng Ch’ŏr-yŏm
Katarzyna Chŏng Ch’ŏr-yŏm (ko. 정철염 카타리나) (ur. 1817 w Suwon w Korei, zm. 20 września 1846 w Seulu) – koreańska męczennica, święta Kościoła katolickiego, wierna świecka.

## Życiorys
Nie ma pewności, kiedy Katarzyna Chŏng Ch’ŏr-yŏm przyjęła chrzest, stało się to albo w dzieciństwie, albo w wieku 16-18 lat. Gdy miała 20 lat człowiek, u którego pracowała próbował zmusić ją do wzięcia udziału w pogańskiej ceremonii obchodów przesilenia zimowego. Ponieważ odmówiła, została poparzona i pobita do nieprzytomności. Powtórzyło się to następnej wiosny. Po wygojeniu się ran Katarzyna Chŏng Ch’ŏr-yŏm przeniosła się do Hanyang i zamieszkała w domu katolików. W 1845 roku pracowała jako gosposia u pierwszego księdza pochodzenia koreańskiego Andrzeja Kim Tae-gŏn.
Podczas prześladowań katolików w Korei została aresztowana 10 lipca 1846 roku razem z Zuzanną U Sur-im, Teresą Kim Im-i i Agatą Yi Kan-nan. Pomimo tortur nie wyrzekła się wiary. 20 września 1846 roku zmarła w więzieniu w wyniku tortur.
Beatyfikowana 5 lipca 1925 roku przez Piusa XI, kanonizowana 6 maja 1984 roku przez Jana Pawła II w grupie 103 męczenników koreańskich.
Wspomnienie liturgiczne obchodzone jest w dies natalis 20 września razem z grupą 103 męczenników koreańskich).